# CDU-Spendenaffäre
Als CDU-Spendenaffäre oder Schwarzgeldaffäre wird allgemein die 1999 aufgedeckte illegale Spendenpraxis der CDU in den 1980er- und 1990er-Jahren unter dem damaligen CDU-Parteivorsitzenden und Bundeskanzler Helmut Kohl bezeichnet. In die Affäre waren mehrere Politiker und Institutionen verwickelt, darunter Wolfgang Schäuble, Max Strauß, Roland Koch, Manfred Kanther, sowie der Süßwarenhersteller Ferrero und der Stahlhersteller Thyssen.

## Verlauf im Überblick

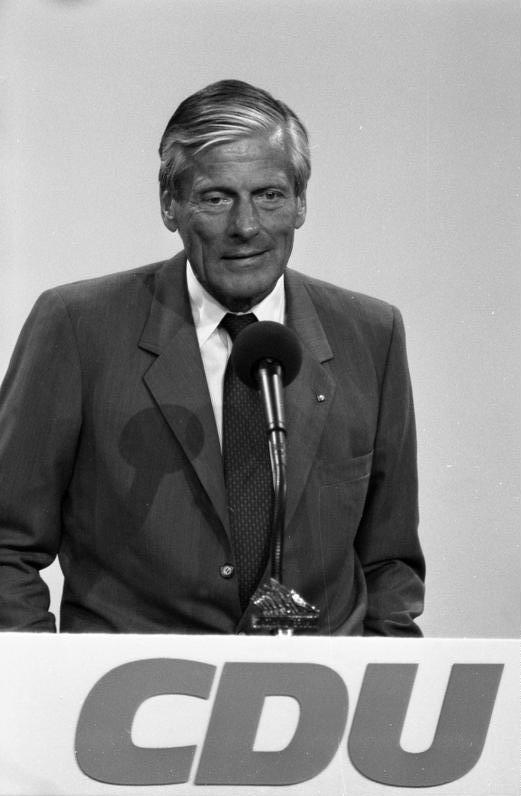
Walther Leisler Kiep (1989)

Die Affäre begann im November 1999, als das Amtsgericht Augsburg einen Haftbefehl gegen den vormaligen CDU-Schatzmeister Walther Leisler Kiep wegen des Verdachts der Steuerhinterziehung erließ, der sich daraufhin am 5. November 1999 der Staatsanwaltschaft stellte.
Kiep wurde vorgeworfen, 1991 von dem Waffenhändler Karlheinz Schreiber 1 Million DM als Spende für die CDU erhalten und nicht versteuert zu haben. Die Spende sei allerdings auch nicht an die CDU weitergegeben worden. Horst Weyrauch, Schatzmeister Kiep und dessen Bevollmächtigter Uwe Lüthje hatten das Geld unter sich aufgeteilt. Wie sich später herausstellte, handelte es sich dabei um eine Provisionszahlung der Thyssen AG in Höhe von 1,3 Millionen DM, die 1991 auf einem Parkplatz in der Schweiz in bar übergeben worden war. Bundeskanzler Kohl erklärte zunächst, er habe nichts von dieser Spende gewusst. Er wies auch Vorwürfe zurück, es gebe einen Zusammenhang mit Schmiergeldzahlungen bei der Lieferung von Panzern an Saudi-Arabien.
Am 26. November 1999 räumte der frühere CDU-Generalsekretär Heiner Geißler ein, die CDU habe in der Ära Kohl „schwarze Konten“ geführt. Andere frühere Generalsekretäre der CDU gaben an, davon nichts gewusst zu haben.
Helmut Kohl bestätigte am 30. November 1999 in einem Fernsehinterview die Existenz dieser Konten, die er zuvor abgestritten hatte. Kohl übernahm die politische Verantwortung für Fehler bei den CDU-Finanzen in seiner Amtszeit und gab an, er habe 2,1 Millionen DM verdeckter und damit illegaler Parteispenden an den Büchern der CDU vorbei angenommen. Weiterhin habe er den Spendern sein Ehrenwort gegeben, ihre Namen nicht zu nennen. Eines Verstoßes gegen die Rechtsordnung oder gegen die Verfassung fühle er sich dabei nicht schuldig.
Am 18. Januar 2000 trat Kohl auf Druck der CDU-Spitze vom Amt des Ehrenvorsitzenden zurück. Er wies Vorwürfe zurück, politische Entscheidungen bei Waffenlieferungen und dem Verkauf der Mineralölraffinerien in Leuna seien käuflich gewesen (vgl. Leuna-Affäre und andere Affären, s. u.).
Als Konsequenz aus dieser Affäre wurde ein Bundestags-Untersuchungsausschuss eingerichtet, der von Dezember 1999 bis Juni 2002 tagte, sowie das Gesetz über die politischen Parteien im Hinblick auf mehr Transparenz für Parteispenden verschärft. Im Laufe der Untersuchungen stellte sich heraus, dass die CDU offenbar zahlreiche Schattenkonten besaß, unter anderem auch eine Stiftung namens Norfolk in der Schweiz. Diese Konten tauchten nicht in den vorgeschriebenen Rechenschaftsberichten auf und dienten zur Verschleierung illegaler Parteispenden.
Da derartige Schattenkonten einen Verstoß gegen das geltende Parteispendengesetz darstellten, sperrte der damalige Bundestagspräsident Wolfgang Thierse die Auszahlung von insgesamt 21 Mio. Euro Wahlkampfkostenerstattung an die CDU.

## Beispielhafte Aufzählung der „Spenden“
- Bayerische Bitumen-Chemie (20.000 DM)
- Ferrero an die CDU (1 Million DM)
- Fraktionsspende von 1990 (600.000 DM)
- Kiep-Spende (1 Million DM)
- „Mittel unbekannter Herkunft“ für die Zeit von 1989 bis 1992 (10 Millionen DM)
- Schreiber-Spende an Schäuble (100.000 DM)
- Ehlerding-Spende (5,9 Millionen DM); die Spende von Karl Ehlerding wurde allerdings als formal legal betrachtet, möglicherweise auch aus Mangel an Beweisen. Die Spende des Unternehmer-Ehepaares Ehlerding ist die höchste Einzelspende, die eine Partei je erhalten hat. Die Ehlerdings hatten den Zuschlag für die vom Bund ausgeschriebenen 110.000 Eisenbahnerwohnungen bekommen; deshalb bestand auch hier der Verdacht einer Einflussnahme auf die Verkaufsentscheidung. Ingrid Ehlerding wies diesen später vor dem Untersuchungsausschuss als „abwegige Vermutung“ zurück.[5]
- Transfer von 6 Millionen DM der CDU im Jahre 1982 von der Fraktion an die Partei. Dieser Verstoß ist jedoch erst seit 1984 sanktionsbewehrt.
- Spenden-Komplex Doerfert (325.000 DM): der ehemalige Trierer Caritas-Direktor Hans-Joachim Doerfert hatte 1996 nach CDU-Angaben 325.000 DM in 29 Einzelspenden von unter 20.000 DM gestückelt, um nicht im Rechenschaftsbericht aufzutauchen. Die Einzelspenden wurden an den Landesverband Rheinland-Pfalz überwiesen.
- Werbekampagne für ein Buch des damaligen hessischen CDU-Spitzenkandidaten Roland Koch (175.000 DM): Der Verlag „Hunzinger Public Relations“ steckte mit 175.000 DM mehr Geld in die PR-Maßnahme, als das Buch jemals erwirtschaften konnte. Die CDU erklärte dazu, ein Verleger müsse schon mal kurzfristig Verluste hinnehmen, zum Beispiel, um sich bekannt zu machen.

Andere zunächst nicht oder falsch deklarierte Spenden wurden von der CDU nachträglich in die Rechenschaftsberichte aufgenommen, so dass sie formal korrekt wurden.

## Beteiligte Spitzenpolitiker der Bundes-CDU

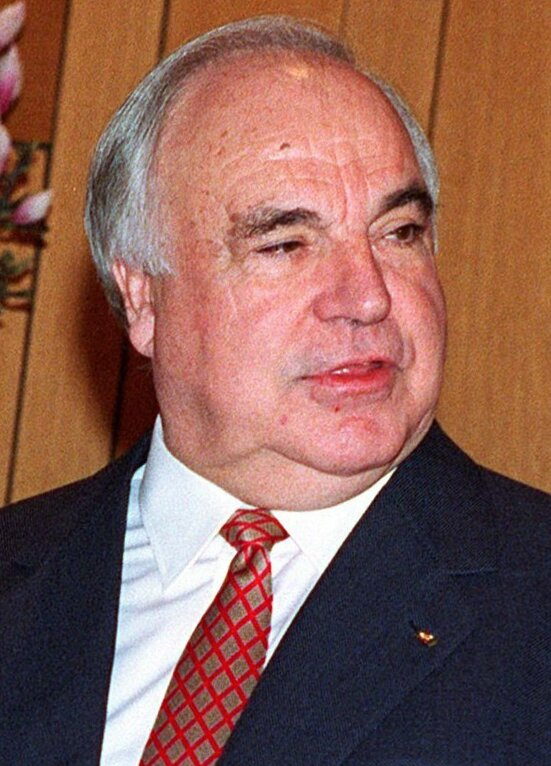
Helmut Kohl (1997)

### Helmut Kohl
Das Präsidium und der Vorstand der CDU brachen am 18. Januar 2000 mit ihrem Ehrenvorsitzenden Helmut Kohl und sprachen Schäuble das Vertrauen aus. Kohl ließ von sich aus den Ehrenvorsitz ruhen. Am nächsten Tag bestätigte Angela Merkel, dass bei der Überprüfung der CDU-Kassenbücher weitere Millionen „unbekannter Herkunft“ aus der Amtszeit Kohls entdeckt worden seien.
Mitte Februar 2000 verhängte Bundestagspräsident Wolfgang Thierse gemäß dem Parteiengesetz gegen die CDU wegen falscher Rechenschaftsberichte eine Geldbuße von 41,3 Millionen DM. Die CDU ließ diese Entscheidung gerichtlich überprüfen, unterlag jedoch in letzter Instanz vor dem Bundesverwaltungsgericht.
Die CDU sagte am 23. Februar 2000 Empfänge zum 70. Geburtstag Kohls am 3. April ab.
Kohl gab am 9. März 2000 bekannt, dass er nunmehr in einer Sammelaktion Geld von Spendern zusammengetragen habe, um den finanziellen Schaden für die CDU wieder auszugleichen.
Am 6. August 2000 wurde aufgrund eines Berichts des Spiegel bekannt, dass Kohl die rund 2 Millionen DM illegal gesammelter Spenden anders verwendet hatte, als er bis dahin behauptet hatte. Das gespendete Geld sei danach nicht vorwiegend für den Aufbau der CDU in den neuen Ländern, sondern vor allem für Wahlkämpfe der CDU und Meinungsumfragen ausgegeben worden.
Die Staatsanwaltschaft Bonn bestätigte den Bericht.
Am 12. August 2000 wurde nach Angaben des ZDF bekannt, dass der ehemalige Generalbevollmächtigte der CDU, Uwe Luethje, Helmut Kohl schwer belastete. In seiner schriftlichen Vernehmung durch den Untersuchungsausschuss des Bundestages habe Luethje angegeben, Kohl 1992 von der Auflösung eines verdeckten Parteikontos in der Schweiz berichtet zu haben. Dabei habe es sich um insgesamt 1,5 Millionen Schweizer Franken gehandelt. Dieses Geld sei dann zu gleichen Teilen unter dem damaligen Schatzmeister Walther Leisler Kiep, dem Finanzberater Horst Weyrauch und ihm selbst – Luethje – aufgeteilt worden. Bis dahin hatte Kohl immer bestritten, von dem Konto gewusst zu haben. Am 25. August 2000 geriet Kohl weiter unter Druck: Kohl soll gleich nach seiner Wahl im Jahre 1982 persönlich den Anstoß zur Einrichtung der schwarzen Kassen bei der CDU gegeben haben. Nach Berichten der Süddeutschen Zeitung seien damals etwa 6 Millionen DM heimlich aus der CDU-Bundestagsfraktion an die CDU transferiert worden; das Geld sei auf Anweisung Kohls durch einen Mittelsmann der CDU-Bundestagsfraktion dem damaligen Generalbevollmächtigten der CDU-Schatzmeisterei, Uwe Lüthje, übergeben worden. Dieses Geld sei dann über den damaligen Finanzberater der Partei, Horst Weyrauch, auf Treuhandkonten versteckt worden. Kohl ließ dazu erklären, er habe „an diesen Vorgang, der 18 Jahre zurückliegt, im Einzelnen keine Erinnerung“. Er halte es „aber für denkbar, dass vor dem schweren Bundestagswahlkampf im März 1983 auch alle Möglichkeiten der Fraktion eingesetzt wurden“.
Am 15. September 2000 berichtete die Berliner Zeitung, Untersuchungen der Wirtschaftsprüfungsgesellschaft Ernst & Young im Zusammenhang mit der Finanzaffäre der hessischen CDU belasteten Helmut Kohl. Die Wirtschaftsprüfer hätten in einem handschriftlichen Vermerk vom Februar 2000 den Verdacht geäußert, dass einer der Bargeldbeträge, die Kohl nach eigener Darstellung in den 1990er-Jahren von Spendern erhalten habe, in Wirklichkeit von einem der Schweizer Konten der Hessen-CDU geflossen sei. Der fragliche Vermerk beziehe sich auf die 1993 erfolgte Einzahlung von 900.000 DM auf ein Treuhand-Anderkonto der Bundes-CDU. Kohl dagegen hatte angegeben, es handele sich dabei um eine Zuwendung eines der Spender, deren Namen er preiszugeben sich weigere.
Anfang Dezember 2000 verlor die CDU als Folge der nach seiner Darstellung von Kohl gesammelten Spenden weitere 7,7 Millionen DM aus der staatlichen Parteienfinanzierung. Kohl weigerte sich weiterhin, die Namen der angeblichen Spender zu nennen. Die CDU als finanziell Geschädigte hätte Helmut Kohl juristisch durch Beugehaft zwingen können, die Spender zu nennen, verzichtete aber darauf, offenbar um weiteren politischen Schaden abzuwenden.
Im August 2015 erklärte Wolfgang Schäuble in einer Fernsehdokumentation von Stephan Lamby, es habe in Wahrheit gar keine Spender gegeben. Das Geld stamme vielmehr aus schwarzen Kassen der CDU, die zur Zeit der Flick-Affäre angelegt worden seien; Schäuble relativierte diese Aussage jedoch wieder („Vielleicht gibt’s auch Spender“).

### Walther Leisler Kiep
Am 13. April 2000 wurde ein Brief des ehemaligen CDU-Schatzmeister Walther Leisler Kiep an den damaligen Bundeskanzler Helmut Kohl veröffentlicht: Kiep hatte 1993 in diesem Brief Kohl um Hilfe für den Waffenlobbyisten Karlheinz Schreiber gebeten unter dem Hinweis auf die hochbrisante Lieferung von Fuchs-Spürpanzern an Saudi-Arabien 1991. Die Bild-Zeitung zitierte damals wie folgt aus jenem Brief Kieps an Kohl: „Lieber Helmut, Du wirst Dich sicher an die Hilfe und Unterstützung in der Angelegenheit ‚Fuchs-Systeme‘ erinnern, welche seinerzeit an Saudi-Arabien geliefert wurden. Die Initiative dazu ging von Herrn Karlheinz Schreiber aus, der für Thyssen in Ottawa tätig ist.“ Im Folgenden warb Kiep für ein neues Schreiber-Projekt, die Errichtung einer Thyssen-Panzerfabrik in Kanada: „Ich wäre Dir zu großem Dank verbunden, wenn Du Herrn Schreiber helfen und damit ein erhebliches Arbeitsbeschaffungs- und Arbeitsplatzerhaltungsprojekt für uns realisieren könntest.“
Kiep konnte am 27. April 2000 vor dem Untersuchungsausschuss keine plausible Antwort auf die Frage geben, was aus den 1,5 Millionen Schweizer Franken der Stiftung Norfolk geworden war, die Lüthje und Weyrauch in Liechtenstein unterhalten hatten. Weyrauch behauptete, Kiep habe nach der Auflösung jener Stiftung Bargeld bekommen. An einen solchen Vorgang wollte Kiep sich aber nicht erinnern können. SPD und Grüne hingegen sahen zu diesem Zeitpunkt den Verdacht der Käuflichkeit der Regierung Kohl als erhärtet an. Vertreter beider Parteien bezogen sich dabei vor allem auf eine unvollständige Aussage Kieps über ein Rüstungsprojekt der Firma Thyssen. Kiep räumte zunächst nur die Weiterleitung von lediglich einem Brief des Waffenhändlers Schreiber an Kohl ein. Ein SPD-Abgeordneter konfrontierte den ehemaligen CDU-Schatzmeister dann mit einem weiteren Schreiben, in dem sich Kiep bei Kohl nach dem Fortgang des Projekts erkundigte. Schreiber hatte 1991 im Auftrag von Thyssen 1 Million DM an die CDU gespendet. Kiep nahm diese Spende damals entgegen.

### Wolfgang Schäuble

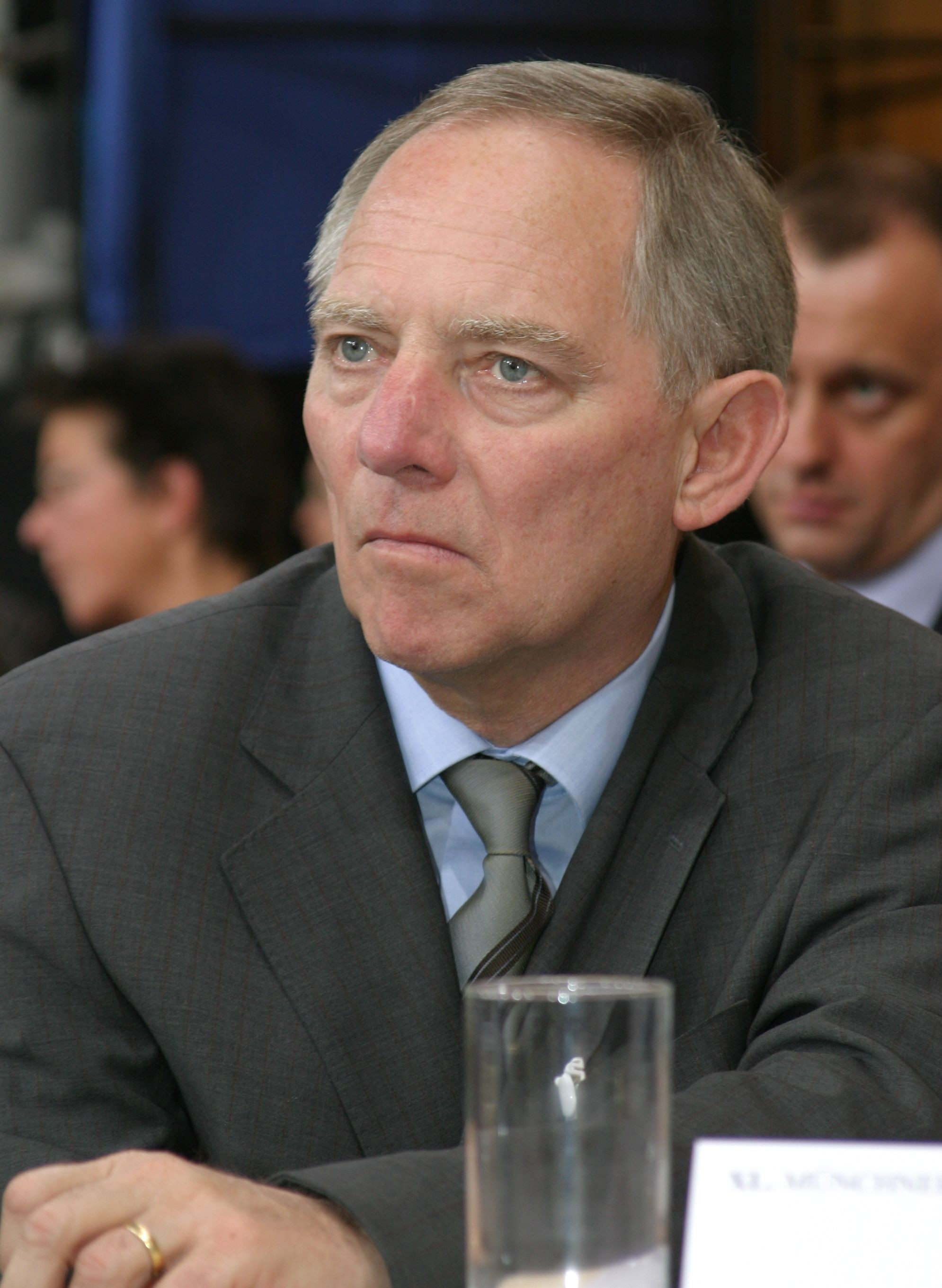
Wolfgang Schäuble (2004)

Am 16. Februar 2000 erklärte Schäuble, als Partei- und Fraktionsvorsitzender nicht mehr zu kandidieren. Friedrich Merz wurde daraufhin zum neuen Fraktionsvorsitzenden, Angela Merkel zur neuen Parteivorsitzenden gewählt. Schäuble blieb jedoch Mitglied des CDU-Präsidiums.
Zuvor hatte Schäuble am 10. Januar 2000 eingeräumt, vom Waffenhändler Karlheinz Schreiber im Jahre 1994 eine Bar-Spende über 100.000 DM für die CDU entgegengenommen zu haben. Am 31. Januar 2000 gab Schäuble ein weiteres Treffen mit Schreiber im Jahr 1995 zu. Die Schatzmeisterei der CDU habe den Betrag als „sonstige Einnahme“ verbucht.
Schäuble behauptete, dass er das Geld in einem Briefumschlag von Schreiber in seinem Bonner Büro persönlich empfangen habe. Diesen Umschlag habe er „ungeöffnet und unverändert“ an die damalige CDU-Bundesschatzmeisterin Brigitte Baumeister weitergeleitet; später habe er erfahren, dass die Spende nicht „ordnungsgemäß behandelt worden“ sei. Nachdem ihm die Ermittlungen gegen Schreiber bekannt geworden seien, habe er die Schatzmeisterin Baumeister um eine Quittung für die Spende gebeten, damit nicht irgendwer später „auf dumme Gedanken“ kommen könne.
Brigitte Baumeister widersprach während der Untersuchungen zur CDU-Spendenaffäre der Version Schäubles bezüglich des Verbleibs der getätigten 100.000 DM-Spende des Waffenlobbyisten. Baumeister sagte, sie habe einen Umschlag bei Schreiber abgeholt und diesen bei Schäuble abgeliefert; später habe sie das fragliche Geld (die 100.000 DM) von Schäuble erhalten. Dieses Geld tauchte in keinem Rechenschaftsbericht der CDU auf. Auch erhielt Schreiber für die Geldzahlung keine Spendenquittung. 
Am 13. April 2000 erklärte Schäuble vor dem Bundestagsuntersuchungsausschuss zur CDU-Parteispendenaffäre, die CDU-Führung und die Bundesregierung unter Helmut Kohl seien nicht bestechlich gewesen. Im Juni 2000 erstattete Schreiber im Zusammenhang mit der Spende Strafanzeige gegen Schäuble wegen Meineids. Das Ermittlungsverfahren gegen Schäuble wegen uneidlicher Falschaussage wurde eingestellt, ebenso wie die Ermittlungen gegen Brigitte Baumeister. Die Staatsanwaltschaft Berlin gab bekannt, sie könne keinen hinreichenden Tatverdacht für eine Anklage feststellen.
Nach den damaligen Angaben der Staatsanwaltschaft sei davon auszugehen, dass die 100.000 DM nur einmal gespendet wurden. Spekuliert worden war über die Frage, ob es womöglich zwei Mal 100.000 DM von Schreiber gegeben hatte: einmal als „unverfängliche“ Wahlkampf-Spende für die CDU, ein anderes Mal möglicherweise „unter der Hand“ als Bestechungsgeld für ein Rüstungsprojekt. Unklar ist ferner, wo die 100.000 DM verblieben sind. Nach Aussagen des damaligen CDU-Wirtschaftsprüfers Horst Weyrauch habe dieser die 100.000 DM von Baumeisters Büroleiter Jürgen Schornack erhalten. Dieses Geld habe er – Weyrauch – dann dem ehemaligen Schatzmeister Walther Leisler Kiep übergeben, der das Geld in seine Jackentasche gesteckt haben soll. Das Geld sei schließlich über ein Konto von Kiep auf Konten der Bundesgeschäftsstelle der CDU geflossen, was Kiep bestritt.

## Spendenaffäre der CDU in Hessen
Nach der Spendenaffäre der Bundes-CDU wurde auch eine Spendenaffäre der hessischen CDU bekannt. Dort hatten unter anderem der ehemalige Bundesinnenminister Manfred Kanther und der frühere CDU-Landesschatzmeister Casimir Johannes Prinz zu Sayn-Wittgenstein-Berleburg mehrere illegale Parteispenden als angebliches Erbe deutscher Juden (die sogenannten „jüdischen Vermächtnisse“) verbucht. Die Opposition im Hessischen Landtag kritisierte insbesondere, dass diese Gelder auch zur Finanzierung des Wahlkampfes unter Roland Koch verwendet wurden.

### Auslandskonten
Der ehemalige Bundesminister des Innern und frühere Landesvorsitzender der hessischen CDU Manfred Kanther erklärte am 14. Januar 2000, es seien von der CDU geheime Auslandskonten eingerichtet und als „Vermächtnisse“ deklariert worden. Er habe selbst das Geld in die Schweiz geschafft. Der hessische CDU-Chef Roland Koch berichtete allerdings am 27. Januar 2000, dass im Jahre 1983 nicht 8 Millionen DM, sondern 18 Millionen DM in die Schweiz transferiert worden seien. Während der Affäre sagte Roland Koch, er wolle die Spenden-Affäre „brutalstmöglich“ aufklären; später stellte sich heraus, dass Koch wohl selbst an der Tarnung der fraglichen Gelder als „Darlehen“ beteiligt war. Koch musste daher die sogenannte „Sternsingerlüge“ einräumen: Er hatte Journalisten trotz mehrfacher Nachfrage die Rückdatierung eines Kreditvertrags über 2 Millionen DM verschwiegen, der Geldflüsse in der Parteibuchhaltung rechtfertigen sollte. Dennoch blieb Koch trotz Entrüstung in Medien und Öffentlichkeit sowie Rücktrittsforderungen durch SPD und Grüne im Amt des Ministerpräsidenten, da ihn die Unterstützung durch seine Partei und durch den Koalitionspartner FDP vor einem Misstrauensvotum schützte.
Im Zuge der CDU-Spendenaffäre musste Franz Josef Jung am 7. September 2000 zurücktreten, da ihm, als Generalsekretär der hessischen CDU Ende der 1980er-Jahre, die Verantwortung für die Finanzierung von Wahlkämpfen und des Baus einer neuen Parteizentrale aus als „jüdische Vermächtnisse“ getarnten Schwarzgeldern zur Last gelegt wurde.
Die Opposition im hessischen Landtag kritisierte insbesondere, dass Kochs Wahlkampf 1998/1999 teilweise durch die schwarzen Kassen finanziert worden war, und versuchte, eine Annullierung der Wahl zu erreichen. Die hessische Landtagswahl wurde in der Folge vom Wahlprüfungsgericht untersucht. Nachdem das Bundesverfassungsgericht die Maßstäbe einer möglichen Wahlanfechtung festgelegt hatte, erklärte das Hessische Wahlprüfungsgericht die Wahl für gültig.

### Rechenschaftsberichte und Geldwäschevorwürfe
Am 5. August 2000 erklärten die von der hessischen Union beauftragten Wirtschaftsprüfer, sie fühlten sich vom CDU-Landesvorsitzenden und Ministerpräsidenten Roland Koch „objektiv getäuscht“. Der Geschäftsführer der Wirtschaftsprüfer, Hans-Joachim Jacobi, erklärte außerdem vor dem Untersuchungsausschuss des hessischen Landtags, er habe sich an die Wiesbadener Staatsanwaltschaft gewandt, um Einsicht in die beschlagnahmten CDU-Unterlagen zur Schwarzgeldaffäre nehmen zu können. Man hätte den Bericht zum korrigierten CDU-Rechenschaftsbericht 1998 nie unterschrieben, wenn bekannt gewesen wäre, dass die von Koch und seinem damaligen Generalsekretär Herbert Müller abgegebene Vollständigkeitserklärung zu den Unterlagen falsch war. Außerdem hätten die Wirtschaftsprüfer nicht gewusst, dass ein Darlehen in Höhe von 1 Million DM, das in dem ergänzenden Prüfvermerk von 1999 ausgewiesen war, erst wenige Tage zuvor zurückdatiert worden war. Koch und Müller hätten das bei Abgabe des Rechenschaftsberichts für 1998 gewusst.
Am 25. August 2000 wurde bekannt, dass es in dem unvollständigen Rechenschaftsbericht der Hessen-CDU von Ende 1999 noch mehr Unregelmäßigkeiten gab, als bis dahin bekannt war. Nach Aussagen des Rechnungsprüfers Karl-Heinz Barth waren in dem ohnehin schon korrigierten Bericht rund 190.000 DM falsch verbucht. Das Geld sei als „Sonstige Einnahme“ aufgeführt worden, obwohl in einem internen Vermerk Spenden als Quelle angegeben worden waren. Tatsächlich aber stammte das Geld aus Schwarzen Konten in der Schweiz. Auch gegen Roland Koch wurden weitere Vorwürfe erhoben: Er sollte vor dem Bundestags-Untersuchungsausschuss zur CDU-Finanzaffäre falsch ausgesagt haben. Zuvor hatte der Unionsabgeordnete Frank Lortz in einer Ausschusssitzung des Hessischen Landtages erklärt, über die Unterschlagung von Fraktionsgeldern zwischen 1988 und 1992 sei Anfang 1993 die gesamte CDU-Fraktion – also auch Koch – informiert worden. Koch selbst hatte dagegen vor dem Bundestags-Untersuchungsausschuss erklärt, er sei über diesen Vorfall erst im Sommer 1993 von Manfred Kanther unterrichtet worden. Koch blieb weiterhin bei seiner Darstellung: „Ich habe keinerlei Erinnerung an einen Rechnungsprüfungsbericht, in dem von Unterschlagungen in der CDU-Fraktion berichtet wurde.“
Anfang September 2000 gerieten die hessische CDU und Ministerpräsident Koch weiter unter Druck: Inzwischen wurde der CDU vorgeworfen, 1998 und 1999 die CDU-nahe Stiftung Hessische Akademie für politische Bildung als Geldwaschanlage benutzt zu haben. Der Haftpflichtverband der Deutschen Industrie (HDI) bestätigte im SPIEGEL, 1998 und 1999 insgesamt 450.000 DM an jene Stiftung gezahlt zu haben, um Koch zu unterstützen.
Nach Berichten der Nachrichtenagentur DPA habe die Hessen-CDU auch noch unter dem Parteivorsitzenden Roland Koch, der zu diesem Zeitpunkt seit Januar 1999 schon im Amt des hessischen Ministerpräsidenten war, schwarze Konten geführt. Obwohl Koch zu diesem Zeitpunkt bereits eine „brutalst mögliche Aufklärung“ der Affäre versprochen hatte, hatten CDU-Funktionäre „freien Mitarbeitern“ vorgefertigte Honorarverträge zur Unterschrift vorgelegt; diese freien Mitarbeiter der Parteizentrale seien aus einer geheimen Spendenkasse honoriert worden.

### Weitere Unregelmäßigkeiten
Der ehemalige CDU-Buchhalter Franz-Josef Reischmann hatte zwischen 1988 und 1992 bei der hessischen CDU rund 1,8 Millionen DM und bei der Fraktion der CDU weitere 336.000 DM unterschlagen; vermutlich glich die CDU diesen finanziellen Schaden aus den Schwarzen Kassen aus. Weiterhin sei auch ein Kassenbuch für eine Schwarzkasse der CDU gefälscht worden. Das Buch soll nach der ersten Durchsuchung der CDU-Zentrale in Wiesbaden im Januar 2000 vernichtet worden sein; ein später aufgefundenes Kassenbuch soll im Nachhinein mit falschen Eintragungen angefertigt worden sein.
Auch an die CDU-Parteivorsitzende Petra Roth sollen im Jahre 1994 von Horst Weyrauch rund 20.000 Euro Schwarzgeld geflossen sein. Die Spendenaffäre beendete im Jahre 2000 die Zusammenarbeit zwischen SPD und CDU im Frankfurter Stadtparlament. Roth bestritt jegliche Kenntnis über „schwarze Kassen“, vielmehr sei der Kreisverband infolge seiner rasanten Verschuldung unter Kuratel des CDU-Landesverbandes gestellt worden; Sie sei davon ausgegangen, dass die Frankfurter CDU Zuschüsse vom Landesverband erhalte. Die insgesamt ca. 40.000 DM, die auf ihr Abgeordnetenkonto geflossen seien, habe sie als Zuwendung dessen aufgefasst.
Nach Erkenntnissen der Staatsanwaltschaft im Zuge der Hausdurchsuchungen waren bei einem rheinland-pfälzischen Ortsverein (Grünstadt bei Worms) weitere Spenden in Höhe von ca. 230.000 DM auf Schwarzkonten aufgetaucht, die nicht im Rechenschaftsbericht angegeben waren.

### Verwicklungen des Ferrero-Konzerns
Am 15. Juli 2000 wurde bekannt, dass die Staatsanwaltschaft weitere rund 1 Million DM Schwarzgeld bei der hessischen CDU entdeckte. Dieses Geld stammte anscheinend vom Süßwarenhersteller Ferrero und floss in den letzten 20 Jahren bar in die Parteikasse des Landesverbandes der Hessen-CDU. Für die achtziger Jahre konnte der Betrag nur geschätzt werden, da es keine Unterlagen mehr gab. Diese Gelder wurden nicht ordnungsgemäß als Spende verbucht. Nach Angaben des Rechnungsprüfungsamtes des Landkreises Marburg-Biedenkopf hat das Unternehmen für sein Werk im mittelhessischen Stadtallendorf jahrelang zu niedrige Gewerbesteuervorauszahlungen geleistet. Während die Prüfer für die Jahre 1993 und 1994 Vorauszahlungen von jeweils 40,2 Millionen DM für angemessen hielten, setzte die Finanzverwaltung der CDU-regierten Kommune lediglich 6,8 Millionen DM an. Ferrero musste deshalb zwar für die Jahre 1994 bis 1996 für sein Werk in Mittelhessen Gewerbesteuern in Höhe von 52 Millionen DM nachzahlen. Allerdings konnte Ferrero durch die niedrigen Vorauszahlungen schätzungsweise 13 Millionen DM an Zins-Geldern erwirtschaften.
Manfred Kanther hatte den Süßwarenkonzern Ferrero 1999 anwaltlich beraten. Ferrero hatte der CDU seit Anfang der 1980er-Jahre fast 1 Million DM gespendet, die schwarz eingenommen und ausgegeben wurden.

## Aufarbeitung

### Parlamentarischer Untersuchungsausschuss
Am 2. Dezember 1999 setzte der Bundestag einen Untersuchungsausschuss ein, der die Frage klären sollte, ob Parteispenden Einfluss auf politische Entscheidungen der Regierung Kohl hatten.
Auch vor dem Untersuchungsausschuss schwieg Kohl, verweigerte die Aussage und wusste angeblich von nichts. Kohl wollte keinen Verstoß gegen Grundgesetz und Parteiengesetz erkennen können; er sah sich weiterhin im Recht. Stattdessen warf er den Regierungsparteien (der Rot-Grünen Koalition) „Verfassungsfeindlichkeit“ vor; Tatort sei das Kanzleramt. Er deutete damit an, die neue Regierung habe die Akten verschwinden lassen. Dabei hatte er bei seiner ersten Aussage vor dem Untersuchungsausschuss die Existenz der verschwundenen Akten noch gänzlich geleugnet. Eines sei seiner – Kohls – Meinung nach jedoch sicher: Seine Politik sei „nie käuflich“ gewesen.
Neben Kohl mussten sich zahlreiche weitere Spitzenpolitiker der CDU vor dem Untersuchungsausschuss verantworten. Hans Terlinden war einer derjenigen, die sich im kohlschen Finanzsystem bestens auskannten, und galt als einer der „Kenner“ des „Systems Kohl“. 1966 holte Kohl Terlinden nach Mainz. Terlinden wurde CDU-Landesgeschäftsführer. In dieser Funktion hielt er Kohl über die CDU in Mainz auf dem Laufenden, nachdem Kohl Bundeskanzler geworden war. 1989 folgte Terlinden Kohl nach Bonn. Als CDU-Verwaltungschef organisierte Terlinden die Bonner CDU-Parteizentrale und hatte so direkten Kontakt zu Kohl. Terlinden war stets ein „strammer Parteisoldat“ und galt als engster Vertrauter Kohls. Diese Treue kostete ihn im Dezember 1999 den Posten als „Hauptabteilungsleiter Finanzen“, den er 10 Jahre bekleidet hatte: Terlinden hatte für die Aufklärung der Spendenaffäre wichtige Unterlagen nicht an Parteichef Wolfgang Schäuble, sondern an Kohl weitergegeben. Die Staatsanwaltschaft ermittelte gegen Terlinden wegen des Verdachts der Untreue.
Der U-Ausschuss belegte am 23. März 2000 Hans Terlinden wegen Aussageverweigerung mit der höchstmöglichen Geldstrafe von 1.000 DM und drohte Beugehaft an. Wegen der anhaltenden Aussageverweigerung Terlindens beschloss der Untersuchungsausschuss am 6. April 2000, beim Amtsgericht Tiergarten einen Antrag auf Beugehaft gegen Terlinden zu stellen. Dieser Antrag wurde vom Amtsgericht am 10. Juli 2000 als unbegründet zurückgewiesen.
Am 18. Mai 2000 musste Walter Wallmann, seit 1982 Landesparteivorsitzender der CDU in Hessen und vom 23. April 1987 bis 5. April 1991 Ministerpräsident Hessens, vor dem Untersuchungsausschuss aussagen und bestätigte erneut die Unwissenheit aller führenden CDU-Politiker. Den Transfer von 22 Millionen DM im Jahr 1983 – also während seiner Amtszeit als Landesparteivorsitzender – auf schwarze Konten der CDU nannte er einen „beachtlichen Fehler“, von dem er aber nicht gewusst habe. Die Transaktion sei ihm angeblich vom Schatzmeister Casimir Johannes Prinz zu Sayn-Wittgenstein-Berleburg und dem damaligen Generalsekretär Manfred Kanther nicht mitgeteilt worden.
Am 13. Mai 2000 nahm Manfred Kanther vor dem U-Ausschuss dazu Stellung, dass gegen ihn von der Staatsanwaltschaft Ermittlungen durchgeführt wurden. In Kanthers Amtszeit als Generalsekretär der Hessen-CDU wurden 1983 rund 20,8 Millionen DM auf schwarze Konten in die Schweiz transferiert und später nach Bedarf wieder zurückgeholt. In diesem Zusammenhang verwies Kanther auf (s)ein „schlechtes Erinnerungsvermögen“, da er bei Bekanntwerden der Vorgänge im Januar des Jahres 2000 von einer Geldsumme von höchstens 9 Millionen DM ausging. Ebenso konnte Kanther nicht erklären, woher das Geld ursprünglich stammte und wer die Spender waren. Ferner konnte er auch keine Angaben zum Verbleib einer Summe von über 600.000 DM machen; Kanther war sich dabei aber sicher, dass sich niemand privat bereichert habe.
Nach Meinung des Vorsitzenden des Bundestags-Untersuchungsausschusses Volker Neumann blieben erhebliche Teile der Affäre im Dunkeln. Große Verdienste erwarben sich bei der Aufklärung der Staatsanwalt Winfried Maier und der Oberstaatsanwalt Jörg Hillinger (beide von der Staatsanwaltschaft Augsburg), die gegen den Widerstand von Generalstaatsanwalt Hermann Froschauer (Generalstaatsanwaltschaft München) die Ermittlungen entscheidend vorantrieben.
Hillinger stieß bereits 1995 bei Steuerermittlungen gegen den Unternehmer Schreiber eher zufällig auf Schmiergeldzahlungen in Millionenhöhe an Spitzenpolitiker der CDU und CSU. Mehrfach äußerte er öffentlich, bei seinen Ermittlungen von oben behindert worden zu sein. Den Amtschef des bayerischen Justizministeriums Wolfgang Held (CSU) bezichtigte er im Februar 1999, er habe Ermittlungsergebnisse an die Bayerische Staatsregierung weitergegeben.

### Ermittlungs- und Gerichtsverfahren
Zum 3. Januar 2000 hatte die Staatsanwaltschaft Bonn Ermittlungen gegen Helmut Kohl wegen Verdachts der Untreue zum Nachteil der CDU-Bundespartei aufgenommen.
Am 17. März 2000 erhob die Augsburger Staatsanwaltschaft im Rahmen der Schreiber-Affäre Anklage gegen Kiep und Schreiber sowie gegen die ehemaligen Thyssen-Manager Jürgen Maßmann und Winfried Haastert. Der Haftbefehl gegen den ehemaligen Staatssekretär Holger Pfahls wurde von Froschauer aufgehoben. Diese Freilassung nutzte Pfahls zur fünfjährigen Flucht. Im April 1999 kam Oberstaatsanwalt Hillinger bei einem spektakulären Autounfall ums Leben. Experten des Bayerischen Landeskriminalamtes untersuchten den Unfallwagen später auf mögliche Manipulationen, konnten aber keine entsprechenden Hinweise entdecken. Für erhebliches Aufsehen sorgte kurze Zeit später der Umstand, dass diverse Aktennotizen des Verstorbenen auf Anordnung seines Nachfolgers geschwärzt worden waren, wie aus der Staatsanwaltschaft an die Presse durchsickerte. Wegen dieser Vorgänge, die keine juristischen Folgen nach sich zogen, gab es in Augsburg eine verbreitete öffentliche Meinung, Hillinger sei ermordet worden, von einer wirklichen juristischen Aufarbeitung könne keine Rede mehr sein.
Am 12. April 2000 wurde bekannt, dass im Rahmen der Ermittlungen gegen den Strauß-Sohn Max Strauß dessen sichergestellte Laptop-Festplatte auf ungeklärte Weise verschwunden war, und zwar aus der Obhut der Staatsanwaltschaft bzw. eines von der Staatsanwaltschaft beauftragten vereidigten Sachverständigen. Auf der Festplatte sollen sich wichtige Daten befunden haben, die zur Aufklärung der Verbindungen von Schreiber, Strauß, CDU usw. hätten beitragen können.
Am 3. März 2001 stimmte das Landgericht Bonn der Einstellung des Ermittlungsverfahrens gegen Kohl zu; Kohl musste aber eine Geldbuße von 300.000 DM zahlen. Das Gericht begründete diese Zustimmung u. a. mit den Worten „weil die Rechtslage unklar ist und selbst im Falle einer Anklageerhebung und eventueller Verurteilung bei Würdigung aller Umstände von Tat und Täterpersönlichkeit aller Voraussicht nach nur eine Geldstrafe in Betracht käme, welche die in Erwägung gezogene freiwillige Zahlung nicht überschreiten würde“. Eine persönliche Bereicherung liege nicht vor, vielmehr wurden die anonym geführten Spenden für Zwecke der Partei eingesetzt. Zudem sei die CDU als mutmaßlich Geschädigte an der weiteren Strafverfolgung offensichtlich nicht interessiert. Die Sprecherin des Landgerichts, Susann Ulbert, erklärte, es sei nicht klar, ob überhaupt der Straftatbestand der Untreue gegenüber der eigenen Partei erfüllt sei, daher habe die Kammer auch keine Entscheidung in der Sache selbst getroffen.
Zu den mildernden Umständen rechnete das Gericht Kohls politische Lebensleistung sowie dass die Tat „nicht der persönlichen Bereicherung diente“. Ebenso müssten die „persönlich herabwürdigenden Angriffe in der Medienberichterstattung mildernd berücksichtigt werden“. Als weiteren mildernden Umstand hob das Gericht den „Täter-Opfer-Ausgleich“ hervor, „nachdem der Beschuldigte im Rahmen einer legalen Spendensammelaktion den der CDU entstandenen finanziellen Nachteil, soweit er von ihm zu verantworten ist, bei weitem wiedergutgemacht hat“. Kohl hatte in einer neuen Spendensammelaktion 6 Millionen DM von Unternehmern und Prominenten gesammelt und selbst 700.000 DM beigesteuert, um den Schaden für die CDU abzumildern. Unter diesen Spendern waren u. a. Uschi Glas, Heiner Lauterbach, Dieter Thomas Heck, Artur Brauner (50 000 DM) und Michael Holm. Die größten Beträge spendeten Leo Kirch mit einer Million DM und Erich Schumann mit 800.000 DM.
Der ehemalige CDU-Schatzmeister Walther Leisler Kiep akzeptierte 2004 einen Strafbefehl des Amtsgerichts Berlin-Tiergarten wegen uneidlicher Falschaussage über eine Höhe von 40.500 Euro. Horst Weyrauch wurde am 18. April 2005 nach achtmonatiger Prozessdauer vom Landgericht Wiesbaden wegen Beihilfe zur Untreue zu Lasten der CDU zu einer Geldstrafe von 61.200 Euro verurteilt. Manfred Kanther wurde am 18. April 2005 in erster Instanz vom Landgericht Wiesbaden wegen Untreue gemäß § 266 des Strafgesetzbuches zu einer Bewährungsstrafe von 18 Monaten schuldig gesprochen und eine Geldbuße in Höhe von 25.000 Euro verhängt. Kanther nannte das Urteil „abwegig“. Der zuständige Richter allerdings nannte es „abwegig“, dass Kanther als früherer Bundesinnenminister die Konsequenzen eines in seinem Haus (dem Bundesinnenministerium) formulierten Gesetzes nicht habe absehen wollen.
Das Verfahren gegen Casimir Prinz Wittgenstein wurde 2005 infolge des schlechten Gesundheitszustandes des damals 88-jährigen abgetrennt und später eingestellt.

Die CDU ging gegen die von Bundestagspräsident Wolfgang Thierse verhängte Streichung der staatlichen Parteienfinanzierung gerichtlich vor und erhielt mit einem Urteil zum 31. Januar 2001 vor dem Verwaltungsgericht Berlin zunächst in erster Instanz Recht. Bei der Verhandlung war unter anderem der Anti-Korruptionsexperte und damalige ÖDP-Bundesvorsitzende Uwe Dolata als Beigeladener anwesend. Dieser führte aus:
„Herr Richter, stellen Sie sich vor, Sie würden ein Auto klauen. Stellen Sie sich vor, dort, wo sie leben, gibt es ein Gesetz, das besagt, es sei verboten, Autos zu klauen. Stellen Sie sich vor, Sie werden dabei erwischt, wie Sie dieses Auto klauen. Stellen Sie sich vor, Sie werden nicht dafür verurteilt, dass sie ein Auto geklaut haben und dabei erwischt wurden – weil es kein Gesetz gibt, das besagt, dass Sie für den verbotenen Diebstahl bestraft werden. Diese verwirrende Logik ist im deutschen Parteiengesetz Realität.“ 
Das Gericht entschied, dass die CDU trotz der Affäre auf ihre staatlichen Zuschüsse nicht verzichten musste. Das Urteil wurde durch das Oberverwaltungsgericht Berlin im Juni 2002 aufgehoben. Diese Entscheidung wurde letztinstanzlich durch das Bundesverwaltungsgericht bestätigt. Ein Sprecher des Bundestags erklärte dazu, dass die Vorschrift des Parteiengesetzes – so abschließend die Gerichte – dem Präsidenten keinerlei Ermessen in Richtung auf eine andere Entscheidung einräume. Eine vor dem Bundesverfassungsgericht eingelegte Beschwerde der CDU gegen das Urteil des OVG sowie die Nichtzulassung der Revision durch das BVerwG wurde abgewiesen.

## Erkenntnisse desMinisteriums für Staatssicherheit
Ende März 2000 wurde bekannt, dass das Ministerium für Staatssicherheit der DDR spätestens seit 1976 über Schweizer Konten und schwarze Spenden der West-CDU informiert war. Nach Erkenntnissen der Behörde des Bundesbeauftragten für Stasi-Unterlagen belauschte die Stasi unter anderem Uwe Lüthje, Horst Weyrauch, Walther Leisler Kiep und Helmut Kohl. Es gebe hunderte von Protokollen, die dem Untersuchungsausschuss übergeben werden könnten. Dieser wertete die Abhörprotokolle mit Verweis auf den Schutz des gesprochenen Worts im Grundgesetz, auf die Illegalität der Abhöraktionen sowie aus politisch-moralischen Gründen nicht aus.
Das Bundesinnenministerium machte im April 2000 publik, dass Stasi-Abhörprotokolle westdeutscher Politiker, die sich in Bundesbesitz befanden, nach einem Beschluss der Regierung Kohl kurz vor der Wiedervereinigung vernichtet wurden.

## Weitere Spendenaffären
In den Monaten nach Bekanntwerden der CDU-Spendenaffären wurden weitere Affären aufgedeckt, u. a. bei der Kölner SPD. Auch bei der nordrhein-westfälischen FDP wurde nach der Bundestagswahl 2002 eine Spendenaffäre bekannt, die im Wesentlichen auf ihren Vorsitzenden Jürgen Möllemann zurückfiel.

## Darstellung in Film und Medien
Der deutsche Autor, Film- und Fernsehregisseur Raymond Ley verfilmte 2003 die CDU-Spendenaffäre in dem satirischen Doku-Drama Aus Liebe zu Deutschland – Eine Spendenaffäre.
Am 4. Dezember 2017 wurde eine Fernseh-Dokumentation der ARD-Dokumentarfilmer Stephan Lamby und Egmont R. Koch von SWR und ARD ausgestrahlt und parallel erschien ein Bericht im Spiegel über die Rolle Kohls in der Spendenaffäre. In beiden Berichten wurde die Version Kohls, dass er vier bis fünf Spendern sein Ehrenwort gegeben habe, ihre Namen nicht preiszugeben, als „absolut unglaubwürdig“ bewertet. Kohls Mitarbeiter im Konrad-Adenauer-Haus hätten seit den 1970ern ein System geheimer Kassen betrieben, aus denen sich Kohl nach Bedarf bedient hätte – nicht zur eigenen Bereicherung, aber zum eigenen politischen Vorteil. Das Geld in diesen Kassen sei aus der Industrie gekommen und in der Schweiz weißgewaschen worden. Alleine das über die Schweiz verschobene Geld betrug demnach rund 200 Millionen Euro. Schon im Jahr 2015, zu Lebzeiten Kohls, war diese Version durch Wolfgang Schäuble in einem Interview so bestätigt worden.